# پادشاه سامگون
پادشاه سامگون (کره‌ای: 삼근왕; هانجا: 三斤王)، (زاده:۴۶۵؛سلطنت:۴۷۷~۴۷۹ میلادی)؛ بیست و سومین پادشاه بکجه، یک پادشاهی از میان از سه پادشاهی کره بود. به گفته سامگوک ساگی، او پسر ارشد بیست و دومین پادشاه بکجه، پادشاه مونجو بود.

## پیش‌زمینه
درسال ۴۷۵ میلادی، امپراتوری گوگوریو واقع در شمال شبه‌جزیره کره، پایتخت بکجه، هان سونگ را فتح کرد و بکجه را وادار به عقب نشینی به سوی جنوب از منطقه سئول امروزی به اونگجین (نزدیک گونگجو امروزی) وادار کرد. در این میان دربار بکجه قدرت خود را دربرابر اشراف از دست داده بود. در درون اشراف، طایفه‌هایی از کنفدراسیون محلی ماهان، در برابر قبایل از خاندان بویو برخاستند و قدرت یافتند.
در بحبوحه این بی ثباتی «هه گو» فرمانده ارشد و وزیر دفاع بکجه، کنترل ارتش را به دست گرفت و «بویو گونجی» برادر پادشاه مونجو را درسال ۴۷۷ میلادی کشت و در همان سال دستور قتل پادشاه مونجو را صادر کرد.

## سلطنت
بویو سامگول پس از مرگ پدرش تنها سیزده سال داشت که قدرت را به دست گرفت.  از آنجایی که او شایستگی نظارت بر ارتش را نداشت، ارتش همچنان تحت نظارت ژنرال «هه گو» بود که کنترل سیاست در حقیقت در دست او بود.
درسال ۴۷۸ میلادی، «هه گو» با شورشیان به رهبری «یون شین»، مستقر در «دژ ته‌دو»، متحد شد.  پادشاه سامگون ابتدا «جین نام» را با ۲٫۰۰۰ سرباز برای تسخیر دژ فرستاد، اما او ناکام ماند. سپس «جین رو» را با ۵۰۰ سرباز فرستاد که شورشیان را شکست داد و «یون شین» به گوگوریو گریخت. با رخ دادن این رویداد، قبیله جین در بکجه قدرت زیادی پیدا کرد.
سال بعد، پادشاه سامگون درگذشت و بویو موته پسر عمویش «بویو گونجی» جانشین او شد.

## خانواده
- پدر: پادشاه مونجو
- مادر: ملکه گواک، از قبیله گواک.

## تبارنامه
|  |  | پادشاه مونجو 문주왕 | پادشاه مونجو 문주왕 | پادشاه مونجو 문주왕 | پادشاه مونجو 문주왕 | پادشاه مونجو 문주왕 | پادشاه مونجو 문주왕 |                      |  |  |  |  |  | ملکه گواک 왕후 곽씨 | ملکه گواک 왕후 곽씨 | ملکه گواک 왕후 곽씨 | ملکه گواک 왕후 곽씨 | ملکه گواک 왕후 곽씨 | ملکه گواک 왕후 곽씨 |
|  |  | پادشاه مونجو 문주왕 | پادشاه مونجو 문주왕 | پادشاه مونجو 문주왕 | پادشاه مونجو 문주왕 | پادشاه مونجو 문주왕 | پادشاه مونجو 문주왕 |                      |  |  |  |  |  | ملکه گواک 왕후 곽씨 | ملکه گواک 왕후 곽씨 | ملکه گواک 왕후 곽씨 | ملکه گواک 왕후 곽씨 | ملکه گواک 왕후 곽씨 | ملکه گواک 왕후 곽씨 |
|  |  |                     |                     |                     |                     |                     |                     |                      |  |  |  |  |  |                     |                     |                     |                     |                     |                     |
|  |  |                     |                     |                     |                     |                     |                     | پادشاه سامگون 삼근왕 |  |  |  |  |  |                     |                     |                     |                     |                     |                     |